# 国際スピード郵便

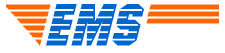
EMS

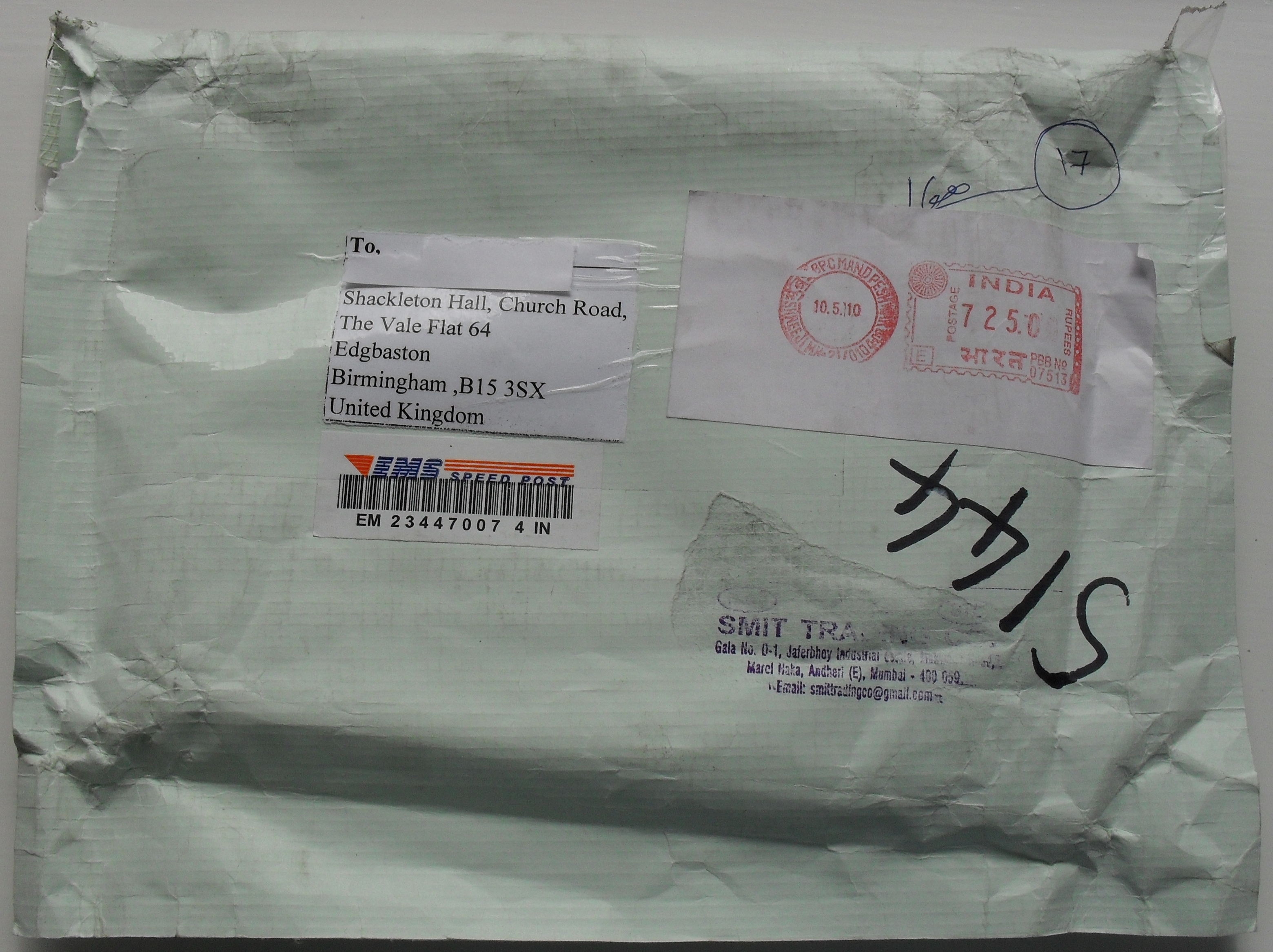
インドからのEMS

国際スピード郵便（こくさいスピードゆうびん、英語: Express Mail Service, EMS）とは、国際郵便の一種で、書類及び物品用の郵便急送業務であり、かつ、物理的手段による郵便業務のうち最も迅速なものである。クーリエ便として分類される。
万国郵便連合加盟国のうち192の郵便事業体がサービスを提供している。日本では郵政省が1975年（昭和50年）にサービスを開始し、現在は日本郵便が125か国・地域あてにサービスを提供している。
なお、EMSは本来国際郵便サービスの名称であるが、中国郵政集団傘下の中国郵政速逓物流など一部の事業体では、国内向けの速達郵便に対してもEMSの名称を使用している。逆に、EMSに相当するサービスを、別の名称で提供している事業体もある（シンガポール・ポストの「Speedpost」、フランス郵政公社傘下クロノポストの Chronopost など。）。

## 特徴
EMSとは一言で言えば、国際の速達書留のようなものである。補償があり、速達と同等以上の速さで輸送される。引受から配達までの送達をバーコードラベルで記録・管理しており、多くの国でパソコンや郵便局の端末による郵便物の追跡も可能となっている。輸送中は最優先で取り扱われるため、世界の多くの地域へ2日〜10日後に届けることができ、通常郵便物の航空扱いよりも、数日〜1週間早く届く。
また、損害賠償制度があることが特徴である。書類はもちろん、比較的大きな荷物（30キログラム迄）も発送できる。EMSの料金の中に2万円までの保険料が含まれている。それを超える場合には、2万円を超えるごとに50円の保険料を追加することで、最大で200万円まで補償が受けられる。

## 日本における沿革
- 1975年（昭和50年）3月3日 「国際ビジネス郵便」の名称で、東京国際郵便局（当時、大手町2丁目に所在）及び大阪中央郵便局窓口からイギリス、ブラジル及び香港の3か国・地域あてサービスを開始。利用するには、予め郵政省の承認が必要だった。
- 1981年（昭和56年）7月1日 外国郵便規則（昭和34年郵政省令第3号）に規定するサービスとなり、法令上の名称は「ビジネス郵便」となるが、昭和43年から依命通達により実施されてきた国内のビジネス郵便との混同を避けるため、一般向けには「国際ビジネス郵便」の名称を維持。
- 1983年（昭和58年）11月10日 取扱局を東京都、横浜市、名古屋市、大阪市、京都市、神戸市、福岡市及び那覇市の25局に拡大。
- 1984年（昭和59年）8月23日 外国郵便規則が改正施行され、法令上も「国際ビジネス郵便」と改称。取扱局を全都道府県庁所在地を含む主要都市に拡大。
- 1992年（平成4年）10月1日 「国際エクスプレスメール」と改称。
- 2000年（平成12年）3月 タイムサーテン（配達時間保証）サービスをシンガポール及び香港並びに韓国との間で開始（韓国は当初試行の後、5月1日実施）。
- 2000年（平成12年）6月20日 「国際スピード郵便」と改称。
- 2004年（平成16年）2月2日 定形国際スピード郵便物「EMS Asia/World」の試行を東京23区内、名古屋市内、大阪市内及び京都市内の郵便局において開始[4]。
  - 前年から始まっていたエクスパックのように、専用封筒をアジア向け（EMS Asia）は1000円、その他向け（EMS World）は1500円で販売し、窓口差出や集荷だけでなくポスト投函を可能としたサービス。重量は無制限だが、内容物は通信文又は書類に限られた[5]。
- 2005年（平成17年）2月1日 定形国際スピード郵便物の封筒の販売及びサービスを終了。未使用の専用封筒については無手数料で払い戻しとなった[6]。
- 2009年（平成21年）2月16日 内容物の価格が20万円を超える場合、通常の貨物と同様の通関手続きが必要となる。
- 2009年（平成21年）10月5日 国際郵便マイページサービスによるオンラインシッピングツールの提供を開始。
- 2013年（平成25年）4月1日 冷蔵国際スピード郵便（クールEMS）を台湾及びシンガポールあてに試行。8月1日から香港あてにも試行。
- 2017年（平成29年）12月31日 タイムサーテンサービス廃止。
- 2022年（令和4年）6月1日 地帯区別を変更。第3地帯と第4地帯に特別追加料金を設定。

## 通関
日本の場合、通常の貨物は荷送人（輸出者）又は受取人（輸入者）若しくはそれらの代理をする通関業者が通関手続きを行うが、内容物の価格が20万円以下のEMSを含む国際郵便物については税関職員自らが主体となって税関検査を行う。20万円以上の場合は、通常の貨物同様、自ら若しくは日本郵便や他の通関業者に委託して、通関手続きを行うこととなる。

## 日本からの発送方法

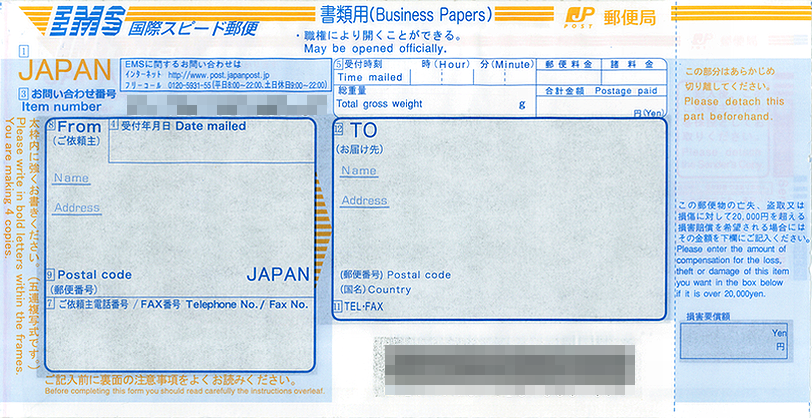
2021年まで使用されていた
郵便局 書類用のラベル

オンラインシッピングツール「国際郵便マイページサービス」により必要書類を印刷し、郵便局に用意されている専用の送り状袋（あらかじめ請求が必要）とともに使用する。書類用と物品用では内容が異なる。全国の郵便局で、EMS専用の封筒も販売されている。2018年までは無料であったが、2019年から有料化された。また、相手国によっては税関告知書や（特に物品を送るときは）インボイスや、一部欧州等宛には内容品のHSコードが必要になる。最大重量は30kgまで（内容物やあて先国によって上限が異なる）である。
通貨や紙幣、有価証券、宝石等の貴重品や航空・郵送禁止物品（一定の条件を満たさないリチウムイオン二次電池等）、相手国が禁止指定している物品は、送ることができない。
以前はEMS専用ラベルに手書きで送り状を作成することも出来たが、2021年より差出人の住所・氏名・内容品などの情報を電子化した「通関電子データ」を、送付先国・地域の税関に事前に送信することが義務化された為、手書きの送り法の使用は禁止された。

## タイムサーテンサービス（廃止済）
東京都内の23郵便局及び大阪府内の5郵便局においては、所定の時刻までに引き受けた、香港・シンガポール・大韓民国・台湾及び中国（北京市・上海市）あてEMSを、翌日の所定時刻までに配達する「タイムサーテンサービス」を取り扱っていた。この利用に際しては相手国・地域により、400円または600円の追加料金が必要となる。なお、曜日、日本または相手国の祝日、天候・航空便運行状況などの状況により、取り扱わない日もある。利用者数の減少に伴い、2017年12月31日で廃止された。

## クールEMS
クールボックスを利用し、積み替えなどを行わずに台湾・香港・ベトナム・タイ・マレーシア・シンガポール・フランス・インドに宛てて0~10℃・-15℃の二温度帯最短2日で配達するサービスである。ただし、差出は月曜日もしくは火曜日に限られる。

### クールボックスの大きさ・重量制限
冷蔵（15kgまで）
- 小：30cm×23cm×15cm
- 中：36cm×28cm×22cm
- 大：51cm×38cm×20cm

冷凍（10kgまで）
- 小：30cm×18cm×15cm
- 中：32cm×26cm×18cm
- 大：51cm×38cm×20cm

### 利用方法
1. まず、取扱郵便局[8]に差出希望日の5日前正午までにFAXで申し込みをする。
2. 申し込み締切日の翌日までに郵便局から確認の電話が来る。
3. 予冷・梱包の上、発送する。ただし、香港・ベトナム・タイ宛ては原産地証明告知書が必要である。

## その他
- システムとして速達扱い・書留・配達記録・保険がセットになっているが、一方で国際書留郵便・国際保険付郵便など、国際書留郵便ラベルを使用する郵便物とは異なり、通貨（日本円及び外国通貨の硬貨、紙幣）や持参人払有価証券（小切手等）、貴金属や宝石等を送ることはできない（国際郵便約款第102条の保険付郵便物にEMSは含まれていない。）。
- 2010年2月4日開催された日・EU規制改革対話ハイレベル協議において、欧州連合は日本国政府に対し、日本郵政の国際スピード郵便（EMS）は、交通規則や危険物や違法性物質が入っていないことを求める保安規則の適用が除外されているが、民間国際エクスプレス事業者も、郵便事業株式会社（当時）と同じ規制上の取り扱いを受けるべきであるとの提案を行っている[9]。